# 瑪麗和我
《瑪麗和我》（韓語：마리와 나）是韓國JTBC電視台的綜藝節目，由無法照顧寵物的主人將寵物寄養於製作單位，而寄養主人和寵物間的點點滴滴與故事的真人綜藝節目。

## 固定成員
- 姜虎東、徐仁國、殷志源、李在勳、沈亨倬、金振煥、B.I（IKON）、金旻載

## 節目列表
| 集數 | 播出日期       | 瑪麗 |
| ---- | -------------- | --- |
| 1    | 2015年12月16日 | 姜虎東：圖圖（蘇格蘭折耳貓） 徐仁國：朋克、白夜（北美浣熊） 殷志源、沈亨倬：愛飯（豬） 李在勳、金旻載：大齊、萬齊、國齊、歲齊（薩摩耶）                                                            |
| 2    | 2015年12月23日 | 姜虎東：圖圖（蘇格蘭折耳貓） 徐仁國：朋克、白夜（北美浣熊） 殷志源、沈亨倬：愛飯（豬） 李在勳、金旻載：大齊、萬齊、國齊、歲齊（薩摩耶）                                                            |
| 3    | 2015年12月30日 | 姜虎東、徐仁國：菲菲（英國短毛貓）、花生（土耳其安哥拉混波斯貓）、咚果（土耳其安哥拉） 殷志源、金振煥、B.I：利奧、萊亞、麗娜（博美） 李在勳、沈亨倬：錫石、真石（蒙眼貂） 金旻載：小雲朵（蒙眼貂） |
| 4    | 2016年1月6日   | 姜虎東、徐仁國：菲菲（英國短毛貓）、花生（土耳其安哥拉混波斯貓）、咚果（土耳其安哥拉） 殷志源、金振煥、B.I：利奧、萊亞、麗娜（博美） 李在勳、沈亨倬：錫石、真石（蒙眼貂） 金旻載：小雲朵（蒙眼貂） |
| 5    | 2016年1月13日  | 姜虎東：核桃、花生、巧克、派兒（芝娃娃） B.I：阿咩（黑山羊） 徐仁國、金振煥：瑪麗（斑點犬）、瑪倫（雜種犬） 殷志源、李在勳、沈亨倬、金旻載：家虎、美虎、米奇、米妮（西伯利亞雪橇犬）               |
| 6    | 2016年1月20日  | 姜虎東：核桃、花生、巧克、派兒（芝娃娃） B.I：阿咩（黑山羊） 徐仁國、金振煥：瑪麗（斑點犬）、瑪倫（雜種犬） 殷志源、李在勳、沈亨倬、金旻載：家虎、美虎、米奇、米妮（西伯利亞雪橇犬）               |
| 7    | 2016年1月27日  | 姜虎東：石頭（比熊犬） 殷志源、李在勳、金旻載：家虎、西虎（鬆獅犬） 金振煥、B.I：Beige（獺兔） 徐仁國、沈亨倬：小紅→阿里、小橙→Sandy、小綠→辛巴、小青→Boss、小藍→Nami、小紫（待領養的流浪貓）      |
| 8    | 2016年2月3日   | 姜虎東：石頭（比熊犬） 殷志源、李在勳、金旻載：家虎、西虎（鬆獅犬） 金振煥、B.I：Beige（獺兔） 徐仁國、沈亨倬：小紅→阿里、小橙→Sandy、小綠→辛巴、小青→Boss、小藍→Nami、小紫（待領養的流浪貓）      |
| 9    | 2016年2月10日  | 姜虎東、B.I：洪順兒（柴犬） 徐仁國、李在勳：小愛（馬爾濟斯犬）、寶寶（虎皮鸚鵡） 沈亨倬、金振煥：福娃（待領養的殘疾貓） #殷志源、金旻載缺席                                                        |
| 10   | 2016年2月17日  | 姜虎東、B.I：洪順兒（柴犬） 徐仁國、李在勳：小愛（馬爾濟斯犬）、寶寶（虎皮鸚鵡） 沈亨倬、金振煥：福娃（待領養的殘疾貓） #殷志源、金旻載缺席                                                        |
| 11   | 2016年2月24日  | 姜虎東、金振煥、B.I：Cookie、Cream（臘腸犬）、Gado（曼基康貓） 殷志源、金旻載：羅一周（金毛獵犬） 沈亨倬：日久（孟加拉貓） 徐仁國、李在勳：小黑、豆子（精良白頭雞） #殷志源、金旻載下車            |
| 12   | 2016年3月2日   | 姜虎東、金振煥、B.I：Cookie、Cream（臘腸犬）、Gado（曼基康貓） 殷志源、金旻載：羅一周（金毛獵犬） 沈亨倬：日久（孟加拉貓） 徐仁國、李在勳：小黑、豆子（精良白頭雞） #殷志源、金旻載下車            |
| 13   | 2016年3月9日   | 姜虎東、沈亨倬：虎東兒（韓式短毛貓）、阿爾（蘇格蘭折耳貓） 徐仁國、金振煥：莫亞、米卡（銀色貴賓犬）、瑪露（貴賓犬） B.I、李在勳：勇氣（吉娃娃）、鍋巴（雜交犬）                                    |
| 14   | 2016年3月16日  | 姜虎東、沈亨倬：虎東兒（韓式短毛貓）、阿爾（蘇格蘭折耳貓） 徐仁國、金振煥：莫亞、米卡（銀色貴賓犬）、瑪露（貴賓犬） B.I、李在勳：勇氣（吉娃娃）、鍋巴（雜交犬）                                    |
| 15   | 2016年3月23日  | 姜虎東、徐仁國：虎東兒（韓式短毛貓）、塵埃（波斯貓） 沈亨倬、李在勳：利奧（西伯利亞哈士奇）、可可（哈士奇混雜交珍島犬） B.I、金振煥：萬洙、萬石（古代英國牧羊犬）                                  |
| 16   | 2016年3月30日  | 姜虎東、徐仁國：虎東兒（韓式短毛貓）、塵埃（波斯貓） 沈亨倬、李在勳：利奧（西伯利亞哈士奇）、可可（哈士奇混雜交珍島犬） B.I、金振煥：萬洙、萬石（古代英國牧羊犬）                                  |
| 17   | 2016年4月6日   | |